# نانسي كاريل
نانسي إلين كاريل (مواليد 19 يوليو 1966) هي ممثلة اميركية معروفة بأعمال كوميديا كساترداي نايت لايف وذا دايلي شو وذي اوفيس.

## بداية مسيرتها
ولدت  نانسي إلين الجدران  في ماساتشوستس لروبرت وولس وكارول وولس وقد تخرجت في كلية بوسطن، حيث كانت عضوة في فرقة «ماي ماذارس فليباق،» فرقة الكوميديا الارتجالية المشهورة في الجامعة حينها.

## روابط خارجية
- نانسي كاريل على موقع IMDb (الإنجليزية)
- نانسي كاريل على موقع روتن توميتوز (الإنجليزية)
- نانسي كاريل على موقع إن إن دي بي (الإنجليزية)
- نانسي كاريل على موقع قاعدة بيانات الفيلم (الإنجليزية)